# Шумиловка (Курганская область)
Шумиловка — деревня в Мишкинском районе Курганской области России. Входит в состав Коровинского сельсовета.

## География
Деревня находится на западе Курганской области, в пределах юго-западной части Западно-Сибирской равнины, в лесостепной зоне, на расстоянии примерно 22 километров (по прямой) к югу от Мишкина, административного центра района. Абсолютная высота — 167 метров над уровнем моря.

### Климат
Климат характеризуется как континентальный, с холодной продолжительной малоснежной зимой и тёплым сухим летом. Среднегодовая температура — 2,1 °C. Средняя максимальная температура воздуха самого тёплого месяца 23 — 26 °C. Безморозный период длится 115—119 дней. Годовое количество атмосферных осадков — 370—380 мм.

## История
До 1917 года входила в состав Коровинской волости Челябинского уезда Оренбургской губернии. По данным на 1926 год состояла из 142 хозяйств. В административном отношении входила в состав Коровинского сельсовета Долговского района Челябинского округа Уральской области.

## Население
| 1989 | 2002 | 2010 |
| ---- | ---- | ---- |
| 114  | ↘71  | ↘0   |

По данным переписи 1926 года в деревне проживало 715 человек (350 мужчин и 365 женщин), в том числе: русские составляли 100 % населения.

### Национальный состав
Согласно результатам Всероссийской переписи населения 2002 года, в национальной структуре населения русские составляли 89 %.